# Maurice Depaepe
Maurice Depape (à l'état civil Maurice Lucien Depape), né le 10 novembre 1898 à Tourcoing et mort le 11 avril 1976 dans cette même ville, est un footballeur international français évoluant au poste de milieu de terrain.

## Carrière
Maurice Depape évolue à l'US Tourcoing de 1922 à 1923. En 1923, il connaît sa première et unique sélection en équipe de France de football. Il affronte sous le maillot bleu lors d'un match amical l'équipe de Belgique de football le 25 février 1923. Les Belges s'imposent sur le score de 4-1.